# ثعالب (بني سعد)

تعديل مصدري - تعديل

ثعالب هي إحدى قرى عزلة بني شديد بمديرية بني سعد التابعة لمحافظة المحويت، بلغ تعداد سكانها 431 نسمة حسب تعداد اليمن لعام 2004.